# Синк (музичка група)
Синк је београдски метал бенд настао 2012. године.

## Настанак групе
После низа година заједничког свирања у различитим бендовима басиста Дејан Богдановић и гитариста и текстописац Драган Миочиновић одлучују да оформе сопствени састав који ће свирати искључиво ауторску музику, имајући за циљ писање снаже музике тешких рифова, ритмова и ангажованих текстова. Врло брзо се бедну прикључују и остали чланови бенда, Стефан Станчић као бубњар, Милош Мргуд Новковић као соло гитариста и Ненад Дулкан као први вокал бенда. После неколико месеци свирања бенд је снимио свој први демо снимак који је садржао пет песама које ће се касније наћи у нешто измењеном облику на првом албуму бенда. На месту вокала Дулкана је заменио Милош Васић са којим бенд улази у студио и снима два сингла као најаву за први албум. Овим сингловима започета је сарадња са младом београдском уметницом Маријом Кресовић Борели која је цртала омоте за оба сингла а касније и за остала издања бенда Синк. У том тренутку звук бенда би се могао окарактерисати као модернија варијанта треш метала изведена на српском језику. Сингл “Твој свет/Заувек и никада” снимљен је крајем 2012. године док је бенд највећу пажњу у том тренутку привукао својим другим синглом “Трн/Тишина и ћутање” који је објављен 2013. године. И ако се песма “Трн” наметнула као најпопуларнија песма бенд је добио признање портала Балканрок за песму “Тишина и ћутање” која је проглашена за једну од 10 најбољих песама у 2013. години. За то време бенд је активно промовисао своју музику многобројним наступима.

## Први албум
Другом половином 2013. године бенд отпочиње снимање свог првог албума. У току снимања Милош Васић одлучује да напусти бенд. После мукотрпног трагања за новим певачем на место вокала долази Богдан Николајевић који поново снима све песме и наставља даљи рад са бендом Синк преусмеравајући звук бенда ка гранџу. После прекида сарадње са издавачком кућом Miner Recordings која је требало да стане иза овог издања бенд тек половином 2014. године објављује свој први албум као самостално издање под називом “Све што нисам ја” а који је садржао десет насолва спакованих у четрдесетак минута. Снимљена су два спота за песме “Све што нисам ја” и песму “Лакуна” а све остале песме су добиле одређени вид промоције путем студијских видео снимака. Нешто касније долази до промене на месту соло гитаристе и Милоша Новковића замењује Небојша Радовановић. Уследили су бројни наступи на којима је бенд промовисао свој први албум а међу значајанима су наступи у оквиру Врачар Рокс фестивала, наступ у Студентском културном центру, као и низ мањих наступа у Београду и околини.

## Тренутни рад
Доласком Небојше Радовановића бенд почиње рад на новом албуму, другом по реду. Велики број нових песама бенд је изводио уживо у оквиру мини турнеје која је обухватала неколико већих и мањих градова у Србији. У 2017. години Синк је промовисао свој други албум Пред стубом срама... који је објављен за издавачку кућу Nocturne Media.

## Дискографија

### Синглови
“Твој свет/Заувек и никада” (2012, самостално издање)
“Трн/Тишина и ћутање” (2013, самостално издање)

### Албуми
“Све што нисам ја” (2014, самостално издање)
“Пред стубом срама...” (2017, Nocturne Media)